# Fanesca

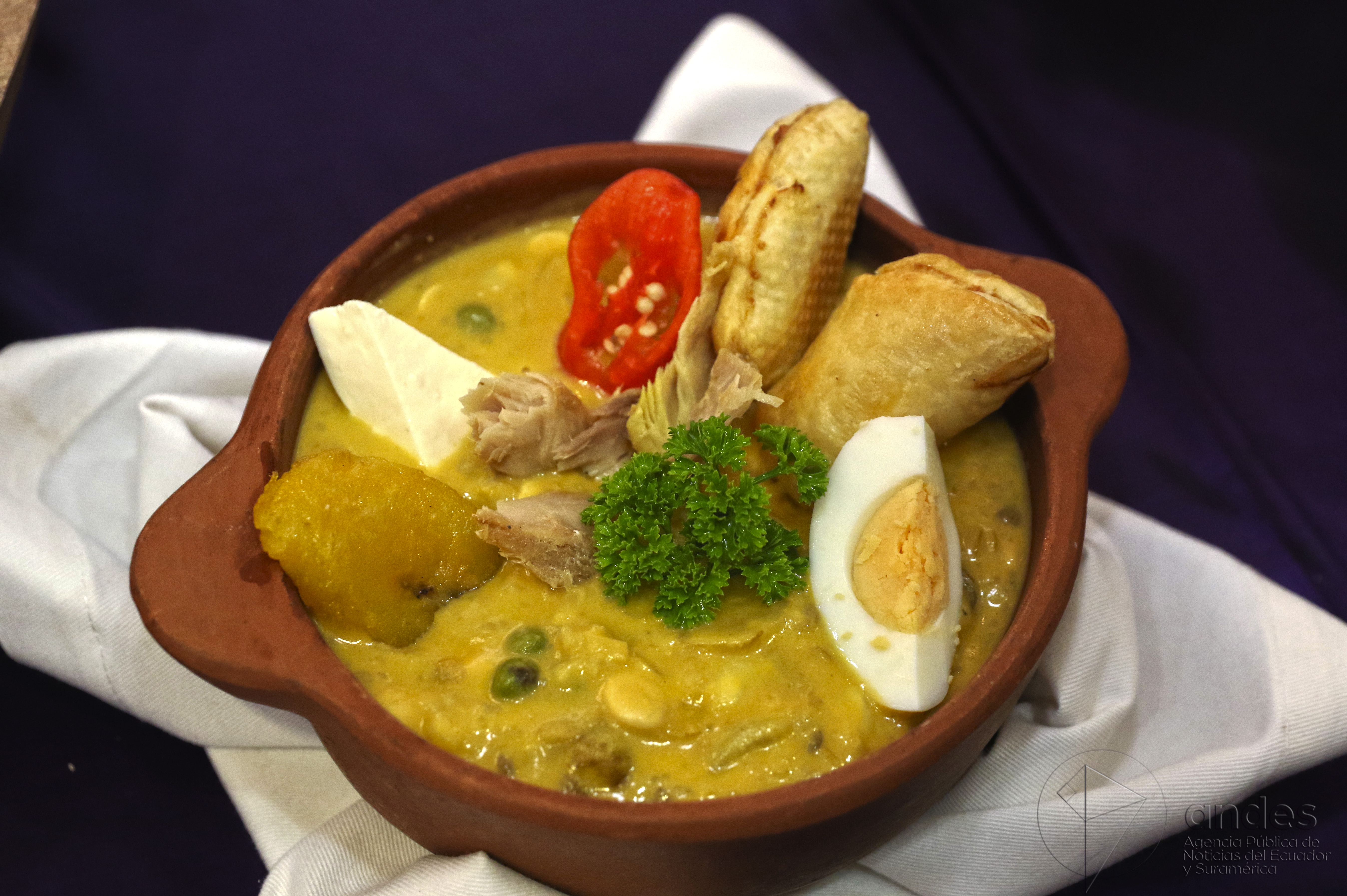
Fanesca quiteña.

La fanesca  es un guiso a base de granos tiernos y pescado seco que se prepara en Ecuador y el limítrofe departamento colombiano de Nariño (Colombia) durante la Cuaresma. Existe una serie de creencias y leyendas que dan pistas sobre sus orígenes. Una sostiene que un chef francés fue traído por los españoles para que creara un plato "pesado" que sirviera como penitencia en Semana Santa o que una mujer llamada Juana inventó el plato en un monasterio de Quito y por esa razón al principio fue llamado juanesca en Ecuador, nombre que aún se conserva en Colombia.
Sin embargo, un estudio realizado por el grupo “Rescate de los sabores tradicionales del Ecuador”, sostiene que los orígenes de este plato ecuatoriano se remontan a etapas prehispánicas. Por otro lado, es posible que aunque el plato sea autóctono, el nombre se deba a que lleva como uno de los ingredientes principales bacalao, cuyo pariente cercano es la faneca, un pez de la misma familia de aguas atlánticas conocido en el norte de España y Portugal.

## Origen
La “fanesca”, popular plato preparado sobre la base de granos tiernos y pescado seco, es conocida por ser preparado a nivel nacional y departamental en el caso de Colombia, durante la época de Semana Santa. Este plato tuvo su origen en la época prehispánica, en la celebración del Mushuk Nina o Día del Fuego Nuevo que dentro del calendario original de los pueblos y con motivo del equinoccio en el mes de marzo, simboliza el inicio de un nuevo ciclo de vida del nuevo año. Este plato llevaba el nombre quichua de “uchucuta” que significa granos tiernos cocidos con ají y hierbas. Llevaba arvejas, habas, mellocos, choclo, fréjol, zapallo y sambo. De esta manera, se aprovechaba la temporada de cosecha de granos tiernos, la misma que daba comienzo desde el mes de febrero con los festejos del Pawkar Raymi. Se cree que posiblemente la “uchucuta” era acompañada con carne de cuy silvestre.
Durante la Colonia fue común que los españoles hicieran uso de símbolos indígenas para combinarlos con creencias católicas, logrando así un sincretismo cultural y religioso. Este plato no estuvo exento de la influencia hispánica, por lo que el ritual de Semana Santa (doctrina católica que conmemora la muerte, pasión y resurrección de Jesucristo), se combinó rápidamente con los rituales indígenas de la época, convirtiéndose así en un "potaje" de granos tiernos en un elemento culinario crucial para esta celebración. Posteriormente se le agregaron elementos adicionales, los lácteos y el pescado.
Con el paso del tiempo, esta preparación tomó el nombre de “fanesca” y se le otorgó un simbolismo cristiano. La preparación está hecha en base de doce granos que representan a los apóstoles y las tribus de Israel, mientras que el bacalao representa a Jesucristo; otros en cambio relacionan a cada uno de los ingredientes con diferentes personajes de la fe católica. De acuerdo al primer libro de cocina impreso en Quito aproximadamente hacia 1882 perteneciente a Juan Pablo Sanz, la receta de la fanesca ya comenzaba a consolidarse a nivel nacional de esta manera:
“Se eligen tiernos los frijoles, habas, chochos, choclos y alverjas (arvejas): se cuecen, como también, arroz, coles y sambo picado; todo se rehoga en una cazuela preparada con cebolla frita en manteca, ajos, cominos, maní tostado y molido, y un trozo de azúcar: se añaden natas y leche, y después de un hervor dado con los trozos de peje (pescado) y camarones se sirve poniendo encima fritos de masa de pastel en diversas figuras y muy pequeñas, tajaditas fritas de plátano, rebanadas de huevo endurado, perejil picado, ajíes floreados y polvo de pimienta sobre todo.” (GR)

## Características

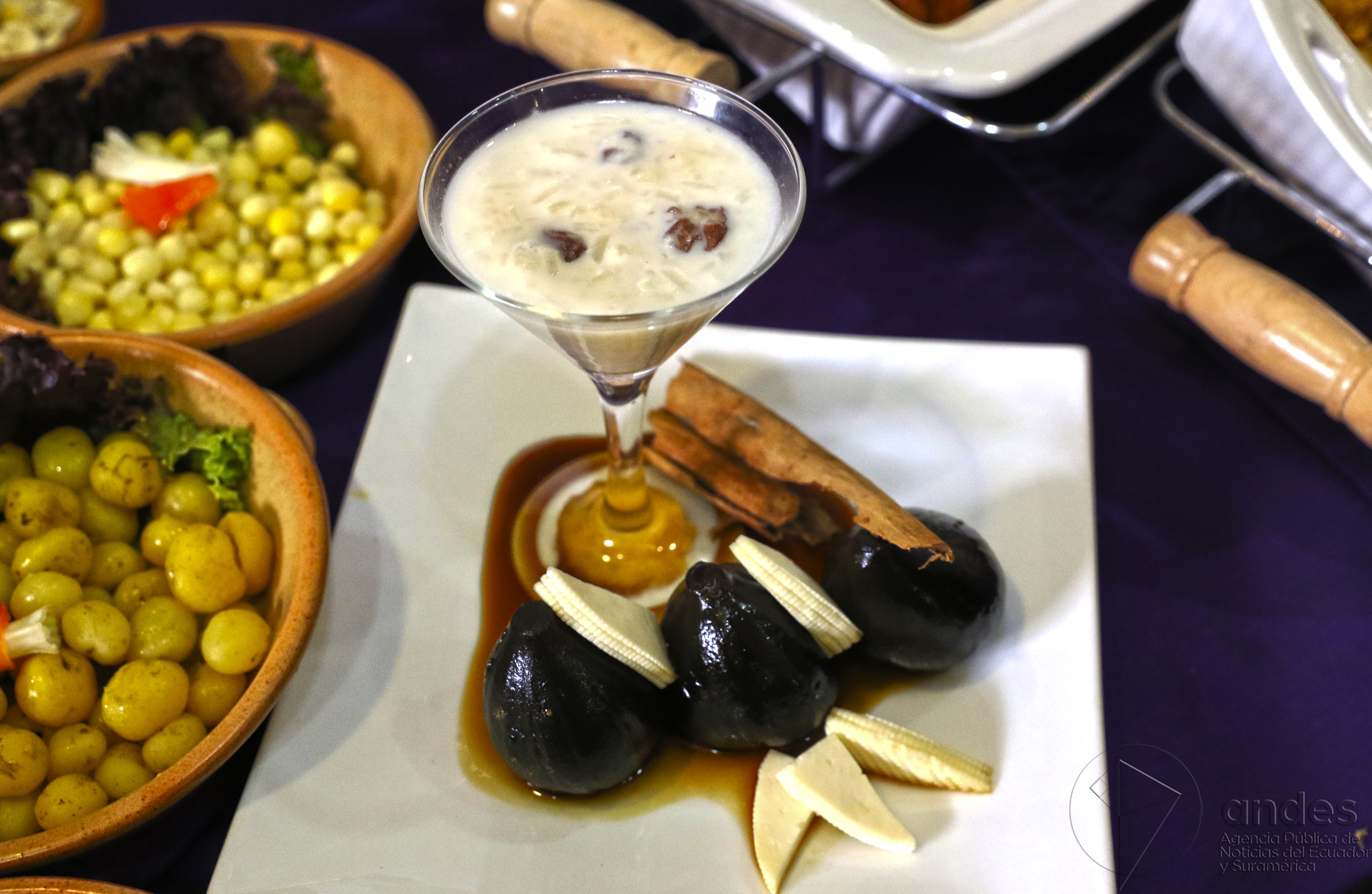
Higos con queso y arroz con leche.

Se cocina en una base de leche y bacalao. Este plato funde la tradición indígena y la cultura española. En honor a los doce apóstoles, lleva 12 ingredientes, entre los cuales están granos típicamente de la Andinos como son: choclo, chochos, habas, arvejas, lenteja, maní y fréjol. El bacalao representa a Jesús.

## Servir
Se suele servir caliente en un plato y es tradicional decorarlo con trozos de bacalao, sea cocinado o frito, masitas de sal en forma de empanaditas, roscas, o pequeñas bolitas. También plátano maduro frito, ajíes rojos, hojas de perejil, queso fresco, un pedazo de cebolla blanca y rodajas de huevos cocidos. El puré de papa se sirve sobre una hoja de lechuga como plato fuerte decorado con rodajas de huevo y queso. En algunas zonas también suelen acompañarlo con rodajas de aguacate aparte, en el final del plato se pone queso ya que eso es un elemento muy importante de este platillo y también se ofrece una porción de arroz al terminar la sopa.
Para terminar este festín cuaresmal se acompaña el plato, sobre todo en Quito, con el tradicional dulce de higos con queso, arroz con leche o con las mistelas.